# Bois-Guillaume-Bihorel
Bois-Guillaume-Bihorel è un comune francese soppresso e località del dipartimento della Senna Marittima nella regione della Normandia.
È stato istituito il 1º gennaio 2012 per effetto della fusione dei comuni di Bois-Guillaume e Bihorel.
Dal 1º gennaio 2014 i comuni che avevano dato vita alla fusione sono tornati indipendenti.
Faceva parte della comunità di agglomerazione di Rouen-Elbeuf-Austreberthe (CREA).